# TGF-α
TGF-α（transforming growth factor alpha）は、ヒトではTGFA遺伝子にコードされるタンパク質である。TGF-αはEGFファミリーのメンバーであり、分裂促進因子としての活性を有する。このタンパク質は上皮成長因子受容体（EGFR）のリガンドとなる成長因子であり、TGF-αの結合によって活性化されたEGFRは細胞増殖、分化、発生のためのシグナル伝達経路を活性化する。このタンパク質は膜結合型リガンドと可溶性リガンドのいずれかの形態で作用する。TGFA遺伝子は多くの種類のがんと関連しており、また口唇口蓋裂の一部症例にも関与している可能性がある。

## 合成
TGF-αは、ヒトでは160アミノ酸（ラットでは159アミノ酸）の膜貫通型前駆体の一部として合成される。前駆体タンパク質は、疎水性膜貫通ドメインを含む細胞外ドメイン、TGF-αの50残基、約35残基の細胞質ドメインから構成される。TGF-αの最も小さい形態では、3つのジスルフィド結合によって連結された6つのシステイン残基が存在する。この連結構造は、EGF/TGF-αファミリーの全てのメンバーで保存されている。TGF-αは、配列や構造の面でTGF-βと直接関連しているわけではない。 

### 胃における合成
胃においては、TGF-αは正常な胃粘膜内で合成される。TGF-αは胃酸の分泌を阻害する。

## 受容体
EGF受容体（EGFR）と呼ばれる約170 kDaの糖タンパク質はTGF-αを結合し、さまざまなシグナル伝達経路において機能する。EGFRは、多数のモチーフを有する細胞外ドメイン、1回膜貫通ドメイン、そしてチロシンキナーゼ活性を有する細胞内ドメインから構成される。TGF-αは膜固定型の成長因子として細胞表面に発現し、またプロテアーゼによって切断されて可溶性タンパク質となる場合もある。可溶型と膜固定型の双方のTGF-αがEGFRを活性化することができる。
TGF-αが結合すると、EGFRは二量体化してチロシンキナーゼドメインによるリン酸化が開始される。チロシンキナーゼドメインはEGFR内のいくつかのチロシン残基を自己リン酸化し、他のタンパク質の活性化やシグナル伝達に影響を及ぼす。

TGF-αの結合によって引き起こされるEGFRシグナル伝達経路の活性化

## 機能
TGF-αは、マクロファージ、脳細胞、ケラチノサイトなどで産生される。TGF-αは上皮の発生を誘導する。TGF-αはEGFファミリーのメンバーであり、TGF-αとEGFの生物学的作用は類似している。一例として、TGF-αとEGFは同じ受容体（EGFR）に結合する。EGFRはTGF-αの結合によって、複数の細胞増殖イベントを介する。こうしたイベントには、創傷治癒や胚発生が含まれる。TGF-αは腫瘍形成にも関与しており、血管新生を促進すると考えられている。

### 脳
TGF-αは成体の損傷した脳において、神経細胞の増殖を刺激することが示されている。ドーパミン作動性ニューロンが6-ヒドロキシドーパミンによって損傷されたパーキンソン病動物モデルでは、脳へのTGF-αの注入によって神経前駆細胞数の増加が引き起こされる。一方で、TGF-α処理によってドーパミン作動性ニューロンの発生が引き起こされるわけではない。
EGF/TGF-αは、グリア-神経間相互作用過程を介して性腺刺激ホルモン放出ホルモン（黄体形成ホルモン放出ホルモン、LHRH）を調節することが示されている。TGF-αは視床下部のアストロサイトで産生され、さまざまな中間体を介してLHRHの放出を刺激する。TGF-αは女性の思春期の開始過程に必要不可欠な生理的要素となっている。
TGF-αは視交叉上核で高度に発現していることが観察されている。このことは、EGFRシグナルが視交叉上核においてCLOCKの調節や概日リズムに関与していることを示唆している。また、TGF-αの第三脳室への注入は、飲食行動とともに概日運動行動を抑制することが示されている。

### 腫瘍
TGF-αは、胃がんやメラノーマなどさまざまな腫瘍において予後マーカーとして機能する可能性が示唆されている。TGF-αの上昇は、胃の前がん状態であるメネトリエ病とも関連している。

## 相互作用
TGF-αはGORASP1、GORASP2と相互作用することが示されている。

## 関連文献
- “Transforming growth factor alpha: expression, regulation and biological action of its integral membrane precursor”. Semin. Cancer Biol. 1 (4):  265–75. (1991). PMID 2103501.
- “TGF alpha transgenic mice. A model of pancreatic cancer development”. Pancreatology 1 (4):  363–8. (2002). doi:10.1159/000055835. PMID 12120215.
- Vieira AR (2006). “Association between the transforming growth factor alpha gene and nonsyndromic oral clefts: a HuGE review”. Am. J. Epidemiol. 163 (9):  790–810. doi:10.1093/aje/kwj103. PMID 16495466.
- “Transforming growth factor alpha expression in normal gastric mucosa, intestinal metaplasia, dysplasia and gastric carcinoma--an immunohistochemical study”. Histopathology 20 (4):  339–43. (1992). doi:10.1111/j.1365-2559.1992.tb00991.x. PMID 1577411.
- “Immunoreactivity of transforming growth factor alpha in the normal adult gastrointestinal tract”. Gut 33 (5):  628–31. (1992). doi:10.1136/gut.33.5.628. PMC 1379291. PMID 1612477.
- “Characterization of disulfide bond position in proteins and sequence analysis of cystine-bridged peptides by tandem mass spectrometry”. Anal. Biochem. 201 (2):  216–26. (1992). doi:10.1016/0003-2697(92)90331-Z. PMID 1632509.
- “Expression of epidermal growth factor (EGF) receptor and its ligands, EGF and transforming growth factor-alpha, in human fallopian tubes”. Endocrinology 131 (2):  947–57. (1992). doi:10.1210/endo.131.2.1639032. PMID 1639032.
- “Fibroblast growth factor 5 proto-oncogene is expressed in normal human fibroblasts and induced by serum growth factors”. Oncogene 6 (11):  2137–44. (1991). PMID 1658709.
- “Regulation by estrogen through the 5'-flanking region of the transforming growth factor alpha gene”. Mol. Endocrinol. 5 (12):  1955–63. (1992). doi:10.1210/mend-5-12-1955. PMID 1791840.
- “The solution structure of human transforming growth factor alpha”. Eur. J. Biochem. 198 (3):  555–62. (1991). doi:10.1111/j.1432-1033.1991.tb16050.x. PMID 2050136.
- “Solution structures of human transforming growth factor alpha derived from 1H NMR data”. Biochemistry 29 (34):  7805–13. (1991). doi:10.1021/bi00486a005. PMID 2261437.
- “A novel low molecular weight ribonucleic acid (RNA) related to transforming growth factor alpha messenger RNA”. Mol. Endocrinol. 2 (11):  1056–63. (1989). doi:10.1210/mend-2-11-1056. PMID 2464748.
- “The human transforming growth factor alpha promoter directs transcription initiation from a single site in the absence of a TATA sequence”. Mol. Cell. Biol. 8 (12):  5549–54. (1989). doi:10.1128/mcb.8.12.5549. PMC 365660. PMID 2907605.
- “The gene for human transforming growth factor alpha is on the short arm of chromosome 2”. Cytogenet. Cell Genet. 42 (1–2):  94–8. (1986). doi:10.1159/000132258. PMID 3459638.
- “Cloning and sequence analysis of a cDNA for rat transforming growth factor-alpha”. Nature 313 (6002):  489–91. (1985). Bibcode: 1985Natur.313..489L. doi:10.1038/313489a0. PMID 3855503.
- “Human transforming growth factor-alpha: precursor structure and expression in E. coli”. Cell 38 (1):  287–97. (1984). doi:10.1016/0092-8674(84)90550-6. PMID 6088071.
- “Distribution of immunoreactive transforming growth factor-alpha in non-neoplastic human salivary glands”. Histol. Histopathol. 10 (3):  691–6. (1995). PMID 7579819.
- “Transforming growth factor-alpha (TGF-alpha) in human bone marrow: demonstration of TGF-alpha in erythroblasts and eosinophilic precursor cells and of epidermal growth factor receptors in blastlike cells of myelomonocytic origin”. Blood 85 (9):  2385–92. (1995). doi:10.1182/blood.V85.9.2385.bloodjournal8592385. PMID 7727772.
- “Retinal and preretinal localisation of epidermal growth factor, transforming growth factor alpha, and their receptor in proliferative diabetic retinopathy”. The British Journal of Ophthalmology 78 (9):  714–8. (1994). doi:10.1136/bjo.78.9.714. PMC 504912. PMID 7947554.